# Замошье (Бабаевский район)
Замошье — деревня в Бабаевском районе Вологодской области.
Входит в состав Тороповского сельского поселения, с точки зрения административно-территориального деления — в Тороповский сельсовет.
Расстояние по автодороге до районного центра Бабаево составляет 33 км, до центра муниципального образования деревни Торопово — 7 км. Ближайшие населённые пункты — Бардинское, Васильевское, Горбачи, Гриньково.
Население по данным переписи 2002 года — 4 человека.